# Jean-Charles Luperto
Jean-Charles Luperto (ur. 17 listopada 1973 w Namur) – belgijski i waloński polityk oraz samorządowiec, w latach 2009–2014 przewodniczący Parlamentu Francuskiej Wspólnoty Belgii.

## Życiorys
Posiada podwójne obywatelstwo belgijsko-francuskie. Ukończył studia z dziennikarstwa (1997) i kryminologii (1999) na Université Libre de Bruxelles. Od 1994 był radnym miejskim w Sambreville. Początkowo reprezentował lokalne ugrupowanie, następnie przystąpił do Partii Socjalistycznej i asystował parlamentarzystom partii. Nieprzerwanie od 2006 pozostaje burmistrzem Sambreville. W 2007 był kandydatem na ministra w rządzie Regionu Walońskiego. Od 2004 wybierany do Parlamentu Francuskiej Wspólnoty Belgii, 16 lipca 2009 zajmował stanowisko przewodniczącego tej instytucji, zrezygnował z niej 16 listopada 2014 po dokonaniu przeszukania w jego domu i rozpoczęciu śledztwa przeciwko niemu. W 2020 został prawomocnie skazany na karę więzienia zawieszeniu i grzywnę za nieobyczajne wybryki popełnione w 2014. W 2021 odrzucono jego kasację w tej sprawie.